# Żabiniec (powiat namysłowski)
Żabiniec – wieś w Polsce, położona w województwie opolskim, w powiecie namysłowskim, w gminie Pokój. 
Wchodzi w skład sołectwa Domaradz.
Do 2024 r. miejscowość była częścią wsi Domaradz. W latach 1975–1998 Żabiniec administracyjnie należał do ówczesnego województwa opolskiego.